# ورسج دودانگه
ورسج دودانگه، روستایی از توابع بخش خرمدشت شهرستان تاکستان در استان قزوین ایران است.

## جمعیت
این روستا در دهستان رامندشمالی قرار دارد و براساس سرشماری مرکز آمار ایران در سال ۱۳۸۵، جمعیت آن ۱٬۱۳۲ نفر (۲۹۳خانوار) بوده‌است.